# Jarhead 2 – Zurück in die Hölle
Jarhead 2 – Zurück in die Hölle (Originaltitel: Jarhead 2: Field of Fire) ist ein Spielfilm aus dem Jahr 2014.

## Handlung
Die Handlung spielt während des Krieges in Afghanistan, an dem die USA zwischen 2001 und 2014 teilnahmen: Der erfahrene Unteroffizier Chris Merrimette verrichtet als Teil eines Versorgungskommandos seinen Dienst im von Taliban besetzten Afghanistan. Sein Vorgesetzter bietet ihm an, einen vakanten Posten als Truppführer zu übernehmen. Merrimettes erster Auftrag ist es, einen Versorgungstrupp zu leiten. Dieser gerät in der Wüste unter Beschuss durch die Taliban, wobei alle Fahrzeuge zerstört werden und mehrere Soldaten sterben. Auf dem Weg zu einem Lager der US-Army begegnet der restliche Trupp einem Soldaten der United States Navy SEALs, welcher eine afghanische Freiheits- und Widerstandskämpferin beschützt und zuvor von Talibanmitgliedern angegriffen wurde, wobei mehrere SEALs umkamen. Von nun an ist es ihre gemeinsame Aufgabe, die Freiheits- und Widerstandskämpferin aus dem feindlichen Gebiet zu befreien und unversehrt in den US-Stützpunkt zu bringen. Bei einem weiteren Talibanangriff gelingt es den Angreifern die Freiheits- und Widerstandskämpferin festzunehmen. Darauf starten die US-Soldaten eine Befreiungsaktion, wobei erneut mehrere Soldaten im Gefecht fallen. Ihnen gelingt die Befreiung, es überleben jedoch nur zwei Soldaten, Merrimette und Allen.

## Hintergrund

### Veröffentlichung
Der Film wurde am 19. August 2014 in den Vereinigten Staaten direkt auf DVD und BluRay veröffentlicht. In Deutschland erfolgte die Veröffentlichung für den Heimkinomarkt am 25. September 2014.

### Synchronisation
Synchronisiert wurde der Film durch Berliner Synchron Wenzel Lüdecke. Regie führte Engelbert von Nordhausen, der auch das Dialogbuch schrieb.
| Rolle                  | Darsteller/in    | Deutsche Synchronstimme |
| ---------------------- | ---------------- | ----------------------- |
| Fox                    | Cole Hauser      | Sven Gerhardt           |
| Chris Merrimette       | Josh Kelly       | Peter Lontzek           |
| Danielle Allen         | Danielle Savre   | Maximiliane Häcke       |
| Danny Kettner          | Bokeem Woodbine  | Tobias Kluckert         |
| Major Gavins           | Stephen Lang     | Gerald Paradies         |
| Anoosh Hassan          | Cassie Layton    | Damineh Hojat           |
| John Jones             | Esai Morales     | Tobias Lelle            |
| Heather                | Raliza Paskalewa | Nadine Zaddam           |
| Justin Li              | Jason Wong       | Arne Stephan            |
| Rafael Soto            | Jesse Garcia     | Jesco Wirthgen          |
| Staff Sergeant Dickson | Mike Straub      | Marco Kröger            |

## Kritik
„Der im Filmtitel nahegelegte Bezug auf Sam Mendes’ ‚Jarhead‘ führt in die Irre: Statt einer Meditation über das enervierende Warten auf den Angriff wird der Krieg hier als großes Abenteuer verharmlost.“

## Fortsetzung
Im Februar 2016 wurde eine weitere Fortsetzung mit dem Titel Jarhead 3 – Die Belagerung im deutschsprachigen Raum veröffentlicht. Es handelt sich dabei wieder um eine Direct-to-Video-Produktion. Die Regie übernahm William Kaufman.